# 116939 Джонстюарт
116939 Джонстюарт (116939 Jonstewart) — астероїд головного поясу, відкритий 15 квітня 2004 року.
Тіссеранів параметр щодо Юпітера — 3,492.